# Парсонс, Луэлла
Луэлла Парсонс (англ. Louella Parsons, 6 августа 1881, Фрипорт — 9 декабря 1972, Санта-Моника) — американская журналистка, кинообозреватель и колумнист.

## Биография
Луэлла Роуз Оттингер (англ. Louella Rose Oettinger) родилась в Иллинойсе в еврейской семье с немецкими корнями. В 1905 году она вышла замуж за Джона Демента Парсонса, фамилию которого взяла. Год спустя у них родилась дочь Хенриетта, а после девяти лет брака они развелись.
Свою первую колонку, посвященную кинематографу и киноактёрам, она начала вести в 1914 году в газете «Chicago Record-Herald». После переезда в Нью-Йорк Парсонс сначала писала для газеты «New York Morning Telegraph», а в 1923 году подписала контракт с Уильямом Рэндольфом Херстом и стала работать в его газете «New York Journal American». В 1925 году у Парсонс диагностировали туберкулёз, и она была вынуждена покинуть Нью-Йорк и переехать в штаты с более сухим климатом — сначала в Аризону, а затем — в Лос-Анджелес.
В Лос-Анджелесе она вернулась к своей работе, став синдицированным голливудским обозревателем для «Hearst Corporation». Её колонка из Los «Angeles Herald-Examiner» печаталась более чем в шестистах газетах по всему миру с читательской аудиторией более чем в двадцать миллионов, сделав при этом Парсонс самым влиятельным обозревателем, а заодно и сплетницей киноиндустрии США. Её позиция по какому-либо делу рассматривалась как окончательная, а её немилости боялись гораздо больше, чем кинокритиков. В 1928 году она стала ведущей еженедельной радиопрограммы с участием кинозвёзд. Последующие годы своей карьеры Парсонс продолжала быть тесно связанной с различными компаниям Хёрста. По его просьбе она превозносила в светской хронике его любовницу актрису Мэрион Дэвис, которую многие кинокритики воспринимали в то время скептически. Парсон несколько раз и сама появилась на большом экране, исполнив камео в фильмах «Отель „Голливуд“» (1937), «Безоговорочно» (1946) и «Со звёздами на борту» (1951).
На протяжении многих лет карьера Парсонс была тесно связана с именем её некогда подруги Хедды Хоппер. Хоппер часто снабжала Парсон, в то время работавшую в Нью-Йорке, различными сплетнями из жизни голливудских звёзд. Их взаимное противостояние, наполненное яростными саркастическими высказываниями в адрес друг друга, длилось с переменным успехом вплоть до смерти Хоппер.
С началом 1950-х влияние Парсон стало постепенно снижаться. В 1960 году ей была вручена специальная премия «Золотой глобус» за заслуги в области журналистики. Парсонс продолжала вести свою колонки до декабря 1965 года, после чего передала своё место помощнице Дороти Маннерс. Последние годы своей жизни она провела в доме престарелых в Санта-Монике, где и умерла от атеросклероза в 1972 году в возрасте 91 года. Парсонс похоронена на кладбище Святого Креста в Калвер-Сити, Калифорния. Её влияние на мир шоу-бизнеса было отмечено двумя звёздами на Голливудской аллее славы: за вклад в кино и радио.
В 1985 году был снят телевизионный фильм «Происки в стране чудес», повествующий о непростых взаимоотношениях Хедды Хоппер и Луэллы Парсонс. Роль Парсонс в фильме исполнила Элизабет Тейлор. В 2001 году Дженнифер Тилли исполнила роль Парсонс в фильме «Смерть в Голливуде».